# Cacosternum boettgeri
Cacosternum boettgeri és una espècie de granota que es troba a Botswana, Etiòpia, Kenya, Lesotho, Moçambic, Namíbia, Sud-àfrica, Eswatini, Tanzània, Zàmbia, Zimbàbue i, possiblement també, a Angola i Uganda.